# 城巴796R線
城巴796R線是香港的一條巴士路線，由香港體育館往日出康城，只在香港體育館舉行大型活動後提供服務，直達將軍澳，不停九龍各站。
城巴795R線是香港的一條巴士路線，由高鐵西九龍站上落客區往日出康城，只在西九文化區舉行大型活動後提供服務，直達將軍澳，不停九龍各站。

## 歷史
- 2018年4月28日：796R線開辦。[1][2][3]
- 2022年1月1日：配合西九文化區「香港跨年倒數演唱會」活動於該天凌晨結束，795R線投入服務。[4]
- 2023年7月1日：因應新巴城巴合併，本線改由城巴經營。

## 服務時間
796R
- 香港體育館（港鐵紅磡站）開：於活動完結後約15分鐘起提供服務，客滿即開

795R
- 高鐵西九龍站開：於西九文化區活動完結後起提供服務，客滿即開

## 收費
- 全程：$21.0

| - 本線設有12歲以下小童及65歲或以上長者半價優惠。 - 65歲或以上香港居民使用「樂悠咭」，以及12歲以下合資格殘疾兒童使用「殘疾人士身份」個人八達通繳付車資，均可享有每程$2.0或半價（以較低者為準）的票價優惠；12至64歲合資格殘疾人士使用「殘疾人士身份」個人八達通（包括「樂悠咭」），以及60至64歲香港居民使用「樂悠咭」繳付車資，均可享有每程$2.0或全費（以較低者為準）的票價優惠。 - 65歲或以上長者如使用長者或一般個人八達通繳付車資，則只可享有半價優惠；12至64歲合資格殘疾人士如不使用「殘疾人士身份」個人八達通，以及60至64歲人士如不使用「樂悠咭」繳付車資，必須繳付全費。 - 乘客可以現金或八達通於上車時付款，不設找續。 - 每位成人乘客可免費攜帶最多兩名4歲以下而不佔座位的兒童乘客乘車，超額之4歲以下小童必須繳付小童車費乘車。 - 九龍巴士、城巴及龍運巴士全職員工及家屬（不包括外判職員）可免費乘搭本路線，惟必須拍職員或職員家屬八達通。 - 乘客亦可使用AlipayHK「易乘碼」、支付寶、 WeChatHK／微信支付「搭車碼」、銀聯雲閃付「乘車碼」及BOC Pay「乘車碼」、具有感應式支付功能的VISA、Mastercard及銀聯卡，以及Apple Pay、Google Pay及Samsung Pay流動支付平台繳付車資。使用此支付方式的乘客可享有中途下車之分段收費，以及與其他城巴獨營路線或聯營線城巴班次之轉乘優惠，惟不適用於與非城巴路線之轉乘優惠。使用此支付方式的乘客亦不能享有「公共交通費用補貼計劃」及「長者及合資格殘疾人士公共交通票價優惠計劃」。 |

## 途經街道
795R/796R
經：（匯民道、佐敦道、加士居道）暢運道、漆咸道南、漆咸道北、東九龍走廊、啟德隧道、啟福道、觀塘繞道、將軍澳道、將軍澳隧道、將軍澳隧道公路、寶順路、翠嶺路、景嶺路、調景嶺站公共運輸交匯處、景嶺路、唐德街、唐俊街、至善街、迴旋處、寶邑路、迴旋處、環保大道、環澳路、迴旋處、環澳路、環保大道及康城路
795R線不經帶底線之路段，改經帶斜線之路段。

### 沿線車站
795R／796R
| 香港體育館開(796R)                         | 香港體育館開(796R) | 香港體育館開(796R)    | 高鐵西九龍站上落客區開(795R) | 高鐵西九龍站上落客區開(795R) | 高鐵西九龍站上落客區開(795R) |
| 序號                                       | 車站名稱           | 位置                  | 序號                         | 車站名稱                     | 位置                         |
| ------------------------------------------ | ------------------ | --------------------- | ---------------------------- | ---------------------------- | ---------------------------- |
| 1                                          | 香港體育館         | 暢運道 （港鐵紅磡站） | 1                            | 高鐵西九龍站上落客區         | 匯民道                       |
| （兩線在此交匯，其後路線及車站相同）       |                    |                       |                              |                              |                              |
| 東九龍走廊、啟德隧道； 觀塘繞道； 將軍澳道 |                    |                       |                              |                              |                              |
| 序號                                       | 序號               | 車站名稱              | 車站名稱                     | 位置                         | 位置                         |
| 2                                          | 2                  | 將軍澳隧道巴士轉乘站  | 將軍澳隧道巴士轉乘站         | 將軍澳隧道                   | 將軍澳隧道                   |
| 將軍澳隧道、將軍澳隧道公路                 |                    |                       |                              |                              |                              |
| 3                                          | 3                  | 調景嶺站              | 調景嶺站                     | 調景嶺站公共運輸交匯處       | 調景嶺站公共運輸交匯處       |
| 4                                          | 4                  | 健明邨                | 健明邨                       | 景嶺路                       | 景嶺路                       |
| 5                                          | 5                  | 唐明苑                | 唐明苑                       | 唐德街                       | 唐德街                       |
| 6                                          | 6                  | 唐明街公園            | 唐明街公園                   | 唐德街                       | 唐德街                       |
| 7                                          | 7                  | 佛教志蓮小學          | 佛教志蓮小學                 | 唐俊街                       | 唐俊街                       |
| 8                                          | 8                  | 寶盈花園              | 寶盈花園                     | 唐俊街                       | 唐俊街                       |
| 9                                          | 9                  | 播道書院              | 播道書院                     | 至善街                       | 至善街                       |
| 10                                         | 10                 | 蓬萊路                | 蓬萊路                       | 環保大道                     | 環保大道                     |
| 11                                         | 11                 | 百勝角                | 百勝角                       | 環保大道                     | 環保大道                     |
| 12                                         | 12                 | 峻瀅                  | 峻瀅                         | 環保大道                     | 環保大道                     |
| 13                                         | 13                 | 日出康城領都          | 日出康城領都                 | 環保大道                     | 環保大道                     |
| 14                                         | 14                 | 日出康城首都          | 日出康城首都                 | 環保大道                     | 環保大道                     |
| 15                                         | 15                 | 日出康城              | 日出康城                     | 康城站公共運輸交匯處         | 康城站公共運輸交匯處         |